# Гриценко, Пётр Трофимович
Пётр Трофимович Гриценко (1908—1945) — лейтенант Рабоче-крестьянской Красной армии, участник Великой Отечественной войны, Герой Советского Союза (1945).

## Биография
Пётр Гриценко родился 2 (по новому стилю — 15) января 1908 года в селе Зализняк (ныне — Сумский район Сумской области Украины) в рабочей семье. Окончил начальную школу, работал мастером железнодорожного депо станции «Рязань-1». В 1936—1937 годах проходил службу в Рабоче-крестьянской Красной армии. В 1941 году повторно был призван в армию. В том же году окончил Московское военно-политическое училище. С декабря 1942 года — на фронтах Великой Отечественной войны. В 1944 году Гриценко окончил Челябинское танковое училище. Принимал участие в боях на Донском и 1-м Украинском фронтах. К апрелю 1945 года гвардии лейтенант Пётр Гриценко был старшим механиком-водителем 87-го гвардейского отдельного тяжёлого танкового полка 3-й гвардейской армии 1-го Украинского фронта. Отличился во время боёв в Германии.
27 апреля 1945 года в ходе отражения немецких контратак в районе населённого пункта Фрейдорф к юго-востоку от города Меркиш-Буххольц экипаж танка «ИС-122» под командованием гвардии лейтенанта Мухаммеда Атаева, в составе которого находились старший механик-водитель Пётр Гриценко и командир башни танка старшина Михаил Кадочкин, уничтожил 2 артиллерийских орудия, 7 пулемётных точек и несколько десятков солдат и офицеров противника. В том бою Гриценко и Атаев погибли. Гриценко был похоронен в городе Луккау.
Указом Президиума Верховного Совета СССР от 27 июня 1945 года за «образцовое выполнение боевых заданий командования на фронте борьбы с немецкими захватчиками и проявленные при этом мужество и героизм» гвардии лейтенант Пётр Гриценко посмертно был удостоен высокого звания Героя Советского Союза. Также посмертно был награждён орденом Ленина.